# Heimat- und Geschichtsverein Herrschaft Löwenburg
Der Heimat- und Geschichtsverein „Herrschaft Löwenburg“ zu Bad Honnef am Rhein e. V. ist ein Heimat- und Geschichtsverein mit Sitz in Bad Honnef, einer Stadt im nordrhein-westfälischen Rhein-Sieg-Kreis.

## Geschichte
Der Verein wurde auf Initiative des im Stadtteil Rhöndorf wohnhaften Bundeskanzlers Konrad Adenauer am 5. Februar 1954 von 172 Bewohnern des Ortes unter dem Namen Heimat- und Geschichtsverein Rhöndorf gegründet. Adenauer war erstes Mitglied und Schirmherr des Vereins. Sein Arbeitsfeld bildete die Pflege des Heimatsinnes und die Förderung der Heimatkunde sowie der Schutz der geschichtlichen und landschaftlichen Denkmäler.
Als dieses auf Initiative der Stadt Bad Honnef auf das gesamte Stadtgebiet ausgeweitet wurde, benannte sich der Verein am 27. Juli 1957 in den heutigen Namen um. Er nimmt auf die historische Herrschaft Löwenburg Bezug, die unter anderem das heutige Gebiet der Stadt Bad Honnef umfasste und hier ihren Hauptort und mit der Löwenburg ihren Amtssitz hatte. Der Verein erhielt damals auch die Aufgabe der Pflege des historischen Archivs der Stadt. Im Zuge der Umbenennung wurde August Haag Vorsitzender des Vereins. Zu den späteren Vorstandsmitgliedern und Funktionsträgern gehörten unter anderem Karl Günter Werber und als Geschäftsführender Vorsitzender Wilhelm W. Hamacher. 2007/08 drohte dem Verein aufgrund eines Mangels an Vorstandsmitgliedern die Auflösung; als Reaktion wurde unter anderem die Vereinssatzung geändert.
Von 2012 bis 2018 entstand als Projekt des Vereins der in fünf (Orts)Teile gegliederte Geschichtsweg Bad Honnef.
Der Verein hatte zuletzt (Stand: 2018) rund 100 Mitglieder. Seit Januar 2019 verfügt er über eine eigene Geschäftsstelle in Bad Honnef (Bergstraße 3).

## Veröffentlichungen
Als seine erste Publikation gab der Verein 1954 die ortsgeschichtliche Schrift Bilder aus der Vergangenheit von Honnef und Rhöndorf von August Haag heraus. 1968 wurde die Schriftenreihe Studien zur Heimatgeschichte der Stadt Bad Honnef am Rhein begründet.
Studien zur Heimatgeschichte der Stadt Bad Honnef am Rhein:
- Heft 1: Karl Günter Werber: Kreuze am Wege. Bad Honnef 1968.
- Heft 2: Johannes Jansen: Die Königskette der St. Sebastianus Schützenbruderschaft 1325 in Bad Honnef. Bad Honnef 1970.
- Heft 3: August Haag: Haus Kemenate zu Rhöndorf – Probleme um Menschen und Zeiten. Bad Honnef 1972.
- Heft 4: Karl Günter Werber: Alt-Honnefer Bilderbuch. Bad Honnef 1975.
- Heft 5: Ernst Nellessen: Der Honnefer Glockenguß von 1694 und andere Aufzeichnungen zur Stadtgeschichte. Bad Honnef 1982.
- Heft 6: Helga Hemsberg: Die Herren von Löwenberg – Ein Beitrag zur Geschichte des Hauses Sponheim-Heinsberg. Bad Honnef 1988.
- Heft 7: Adolf Nekum: Honnefs Kinder Israels: Spuren und Zeugnisse jüdischen Lebens in und um Bad Honnef. Eine familien-, gesellschafts-, sozial- und religionsgeschichtliche Dokumentation. Bad Honnef 1988.
- Heft 8: Else Höhn, Josef Hesse, August Haag: Ich Mechtilt, Gräfin von Sayn – 1205–1291: Beiträge zur Biographie der Herrin der Löwenburg. Bad Honnef 1991.
- Heft 9: Heinz Pfälzer: Unser Anna-Dom – Vom schützenden Blätterdach zum ewig währenden Stein (125 Jahre St. Anna-Kapelle). Bad Honnef 1993. (Übernahme vom Rommersdorf-Bondorfer Bürgerverein e. V.)
- Heft 10: Adolf Nekum: Der Weinbau in Honnef – Erinnerungen an eine 1.100jährige Geschichte. Bad Honnef 1993.
- Heft 11: Wilhelm W. Hamacher: Von „Hunferode“ bis „Aegidienberg“: Eine Wanderung durch 1500 Jahre Geschichte. Bad Honnef 1995.
- Heft 12: Wilhelm W. Hamacher: Reitersdorf: Die Geschichte eines untergegangenen Dorfes und seiner Burg. Bad Honnef 1998.
- Heft 13: Helmut Arntz (unter Mitarbeit von Adolf Nekum): Urkataster und Gewannen: am Beispiel der Gemeinde Honnef 1824/1826. Bad Honnef 2000.
- Heft 14: Martin Maus (Hrsg.); Martin Maus, Adolf Nekum (Text): Erinnerungen an die Königinnen Emma und Wilhelmina der Niederlande welche mit ihrem Hofstaate die Kur- und Badestadt Honnef in den Jahren 1892–1906 besuchten. Bad Honnef 2001.
- Heft 15: Adolf Nekum: Haus im Turm – Villa Merkens – Landvolkshochschule. Geschichte eines Baudenkmals vom Rittersitz zur Landvolkshochschule. Bad Honnef 2003.
- Heft 16: Adolf Nekum: Spurensuche zum historischen Erzbergbau im Siebengebirge: Erkenntnisse zur Montangeschichte der Orte Honnef, Aegidienberg, Ittenbach, Bennerscheid und Berghausen. Bad Honnef 2004.

Weitere Veröffentlichungen:
- 150 Jahre Stadt Bad Honnef: zwischen Rheinstrom und Burgen. Edition Blattwelt, Niederhofen 2012, ISBN 978-3-936256-50-5.
- Paul Koch-Honnef (1865–1943). Erinnerung an einen vergessenen Maler. Edition Blattwelt, Niederhofen 2014, ISBN 978-3-936256-62-8.
- Rheinlandschaft Siebengebirge. Kultur, Landschaft, Geschichte. Edition Blattwelt, Niederhofen 2014, ISBN 978-3-936256-61-1.